# Canal+ Caraïbes
 (février 2023).
Canal+ Caraïbes, lancé le 1er août 1998, d'abord sous le nom de Canal Satellite Antilles, puis de Canal Satellite Caraïbes, est un bouquet de télévision par satellite spécialement créé pour les Antilles françaises, la Guyane et depuis 2015, Haïti. Il est détenu à 100 % par le groupe Canal+ Overseas et utilise pour sa diffusion le satellite Intelsat 35e (34,5° Ouest).

## Historique
En août 1998, Canal Satellite Caraïbes (à l'origine Canal Satellite Antilles) est lancé aux Antilles françaises, suivi du lancement d'un bouquet Canal Satellite en Guyane, en avril 2001. En août 2007, Canalsat Caraïbes est disponible via l'ADSL.
En mai 2008, la Haute Définition sur les chaînes Canal+, les chaînes Disney, la chaîne National Geographic, puis TF1 et M6 est disponible. En octobre de la même année, la TNTSAT Caraïbes est lancée. L'année suivante, Canalsat Caraïbes lance Canal Connect et devient opérateur internet et de téléphonie. Il propose aussi la fonctionnalité PVR (Personal Video Recorder).
Les années suivantes voient le lancement de Canal+ et de Canalsat Caraïbes sur la OnlyBox (mars 2010), puis Canal+ à la demande le mois suivant, l'auto-distribution chez Orange Caraïbes (août 2011) et Canalbox par Canal+ Telecom en janvier 2014. Canal+ Overseas rachète en 2014, la société de Telecom Mediaserv, premier opérateur de télécommunications alternatif dans les départements et régions d'outre-mer.

## Logos

Logo de CanalSatellite Caraïbes de 1998 à 2003
Logo de Canalsat Caraïbes de 2003 à 2009
Logo de Canalsat Caraïbes de 2009 à septembre 2011
Logo actuel de Canalsat Caraïbes

## Canal+ le bouquet
Pour des raisons réglementaires et légales, Canalsat Caraïbes, tout comme Canal+, n'a pas le droit d'intégrer à leurs offres le bouquet Canal+. Ils se doivent d'avoir une politique de commercialisation totalement indépendante.